# Ana Jorge

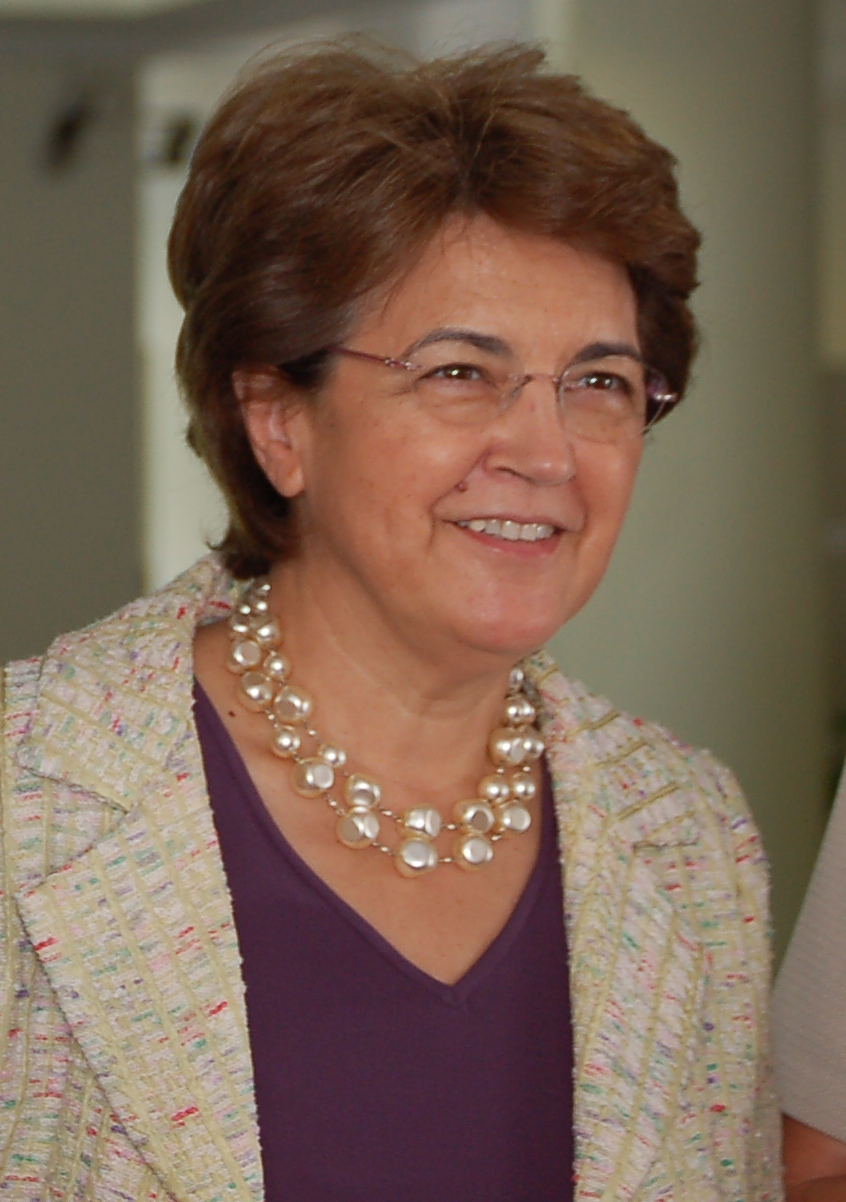
Ana Jorge, 2010

Ana Maria Teodoro Jorge (* 1950) ist eine portugiesische Medizinerin und Politikerin. Seit 2008 gehörte sie als portugiesische Gesundheitsministerin dem Kabinett Sócrates I an.

## Leben
Ana Jorge schloss 1973 ihr Medizinstudium an der Universität Lissabon mit der üblichen Lizenziatur (licenciatura) ab und war danach von 1973 bis 1975 zunächst am Lehrstuhl für Therapie an der Medizinischen Fakultät der gleichen Einrichtung tätig. Von 1977 bis 1982 arbeitete sie im Gesundheitszentrum von Caneças, einem Vorort von Lissabon, in der Schulmedizin.
Ab 1984 spezialisierte sich Jorge vornehmlich auf Kinder- und Jugendmedizin, von 1984 bis 1991 arbeitete sie in der Kinderklinik des Krankenhauses Dona Estefânia in Lissabon und gleichzeitig bis 1992 auch an der Escola Nacional de Saúde Pública („Nationale Schule für öffentliche Gesundheit“) der Neuen Universität Lissabon. Ab 1991 wechselte sie ins Krankenhaus Garcia de Orta in Almada, wo sie als Fachärztin tätig war. Von 1994 bis 1996 war Jorge an der Kommission für Gesundheitsprophylaxe der portugiesischen Erziehungs- und Gesundheitsministerien beteiligt. Danach arbeitete sie wieder von Januar bis März 1996 im Krankenhaus Garcia de Orta. Die damalige Gesundheitsministerin Maria de Belém Roseira der Regierung Guterres berief sie jedoch kurz darauf als Koordinatorin der Gesundheits-Subregion Lissabon, diese Funktion übte Jorge zwischen März 1996 und Januar 1997 aus. Ana Jorge blieb weiterhin im ähnlichen Berufsfeld, nach der Koordination der Gesundheit-Subregion leitete sie den Vorstand der regionalen Gesundheitsverwaltung von Lissabon und des Tejotals (Vale do Tejo) von Januar 1997 bis Dezember 2000. Danach, ab 2001 leitete sie wieder die Kinderklinik des Krankenhauses Garcia de Orta; ab 2003 war sie in der Ethikkommission der gleichen Einrichtung vertreten.
Da der Gesundheitsminister António Correia de Campos der Regierung Sócrates im Zuge der Umsetzung seiner Reformen und Sparprogramme mehr und mehr Kritik auf sich zog, entließ Premierminister Sócrates diesen zum 29. Januar 2008. Als Nachfolgerin berief er Ana Jorge, sie legte daraufhin ihre Arbeit als Leiterin der Kinderklinik nieder. Sowohl Opposition als auch Medien nahmen die Kabinettsumbildung zwiespältig auf – einerseits mit Verwunderung, dass nicht auch andere Ressorts betroffen waren. Andererseits wurde aber auch angemerkt, dass Jorge bei den Präsidentenwahlen 2006 nicht den offiziellen Kandidaten der Sozialistischen Partei, Mário Soares, sondern den ebenfalls linken Manuel Alegre unterstützt hatte, was ihr als Kritik an der aktuellen Regierung ausgelegt wurde. Dennoch wurde angenommen, dass die Neubesetzung keinerlei Auswirkungen auf die Gesundheitsreformen habe und die Sparpolitik fortgesetzt werden würde.
1994 erhielt Ana Jorge den Preis Pais e Filhos (dt. Eltern und Kinder) der gleichnamigen Zeitschrift. 2002 erhielt sie die Ehrenmedaille des portugiesischen Gesundheitsministeriums für ihre Verdienste am Land.